# Зіґфрід Вагнер
Зіґфрід Вагнер (нім. Siegfried Helferich Richard Wagner; 6 червня 1869, Трібшен під Люцерном — 4 серпня 1930, Байройт) — німецький диригент і композитор. Син композитора Ріхарда Вагнера і його другої дружини Козіми, онук Ференца Ліста. У 1908–1930 роках був керівником вагнерівського фестивалю в Байройті.

## Біографія
Зіґфрід Вагнер був третьою дитиною Ріхарда Вагнера і Козіми, доньки Ференца Ліста. Спочатку він планував стати архітектором, але потім звернувся до музики — як вважається, не в останню чергу завдяки своєму коханцеві, композитору і піаністу Клементу Гаррісу, з яким він познайомився в 1892 році і вирушив у навколосвітню подорож на яхті батька Гарріса, побувавши в Гонконзі, Сінгапурі та інших екзотичних місцях (в 1923 році Вагнер присвятив пам'яті рано загиблого Гарріса симфонічну поему «Щастя»). До вчителів Вагнера належали Енгельберт Гумпердінк, Фелікс Мотль, Генріх Штейн. Диригентський дебют Зіґфріда Вагнера відбувся в 1893 році.
У 1906 році Козіма Вагнер передала синові керівництво байройтських фестивалем (офіційно він зайняв керівну посаду в 1908 році). Зіґфрід Вагнер виявив себе як талановитий адміністратор, диригент і режисер. Так, в 1911 році він широко застосував можливості освітлення в постановці «Парсіфаля» і здійснив нову постановку «Нюрнберзьких мейстерзінгерів».
У 1914 році він поставив «Летючого голландця», в 1927 — «Трістана та Ізольду», в 1930 — «Тангойзера». У 1923 році Зіґфрід зробив концертне турне Америкою з метою зібрати кошти для фестивалю 1924 року, першого після війни.
У 1930 році Зіґфрід Вагнер помер від інфаркту, що трапився під час репетиції. Його сини Віланд (1917–1966) і Вольфганг (1919–2010) керували байройтським фестивалем після Другої світової війни.

## Особисте життя
Вагнер був бісексуалом, але ніколи не розкривав цього. Роками мати вмовляла його одружитися та народити спадкоємців для династії Вагнерів, проте він відбивався від її дедалі відчайдушніших наполягань. Близько 1913 року тиск на нього посилився через справу Гардена-Ейленбурга (1907—1909), в якій журналіст Максиміліан Гарден звинуватив кількох публічних діячів, зокрема Філіпа, принца Ейленбургського, друга кайзера Вільгельма II, у гомосексуальності. У цих умовах родина вирішила влаштувати шлюб із 17-річною англійкою Вініфред Кліндворт, і на Байройтському фестивалі 1914 року її познайомили з 45-річним Вагнером. Вони одружилися 22 вересня 1915 року. У подружжя було четверо дітей.
Хоча шлюб забезпечував династичну спадкоємність, надія на те, що це також покладе край його гомосексуальним стосункам та пов'язаним з ними скандалам, не виправдалася, оскільки Вагнер продовжував займатися сексом з іншими чоловіками.

## Композиції
Зіґфрід Вагнер був автором 17-ти опер на казкові сюжети (лібрето до яких, за прикладом батька, писав сам), а також інструментальних творів. Його опера «Нероба» була дуже популярна: вона була поставлена, зокрема, у Віденській придворній опері під керівництвом Густава Малера. Але в цілому творчість Зіґфріда Вагнера залишається мало відомою за межами Німеччини.
Вибрані твори
Інструментальна музика
- «Ностальгія» (нім. Sehnsucht), симфонічна поема за Фрідріха Шиллера, до 1895
- Концертштюк для флейти і малого оркестру, 1913
- Концерт для скрипки з оркестром, 1916
- «Щастя» (нім. Glück), симфонічна поема, 1923
- Симфонія до мажор, 1925–1927

Опери
- Нероба (нім. Der Bärenhäuter), 1896–1898, прем'єра — 1899
- Кобольд (нім. Der Kobold), 1903, прем'єра — 1904
- Веління зірок (нім. Sternengebot), 1906, прем'єра — 1908
- Проклятий Дітріх (нім. Banadietrich), 1907–1909, прем'єра — 1910
- Царство чорних лебедів (нім. Schwarzschwanenreich), 1909–1910, прем'єра — 1918
- Король язичників (нім. Der Heidenkönig), 1913, прем'єра — 1933
- Ангел світу (нім. Der Friedensengel), 1913–1914, прем'єра — 1926
- Коваль із Марієнбурга (нім. Der Schmied von Marienburg), 1919–1920, прем'єра — 1923
- Райнульф і Аделазія (нім. Rainulf und Adelasia), 1921–1922, прем'єра — 1923
- Священна липа (нім. Die heilige Linde), 1922–1927, прем'єра (виконувався лише пролог) — 1924